# ラナース・スタディオン
ラナース・スタディオン（Randers Stadion）は、デンマーク・ユトランド半島ラナースにあるサッカー専用スタジアム。ラナースFCがホームスタジアムとして使用している。

## 概要
UEFA主催の大会で行われる試合では、安全性の観点から立ち見席が規制されるため、収容人数は9,700人となる。
2003-04シーズン、ホームスタジアムとして使用していたラナースFCが国内1部リーグにあたるデンマーク・スーペルリーガへと昇格を果たすと、1部のスタジアム規格に合わせるために大規模な改修が行われた。2013年にも1億2300万DKKを投じてスタジアムの一部スタンドを近代化させる改修が施された。
2018年11月より、国内の家具量販店ブランドであるCepheus Groupが命名権を買収し、セフェウス・パルク・ラナース (Cepheus Park Randers)と命名された。
2007年6月にはエアロスミスが主催するワールドツアー2007の会場の一つにも選ばれた。

## ギャラリー

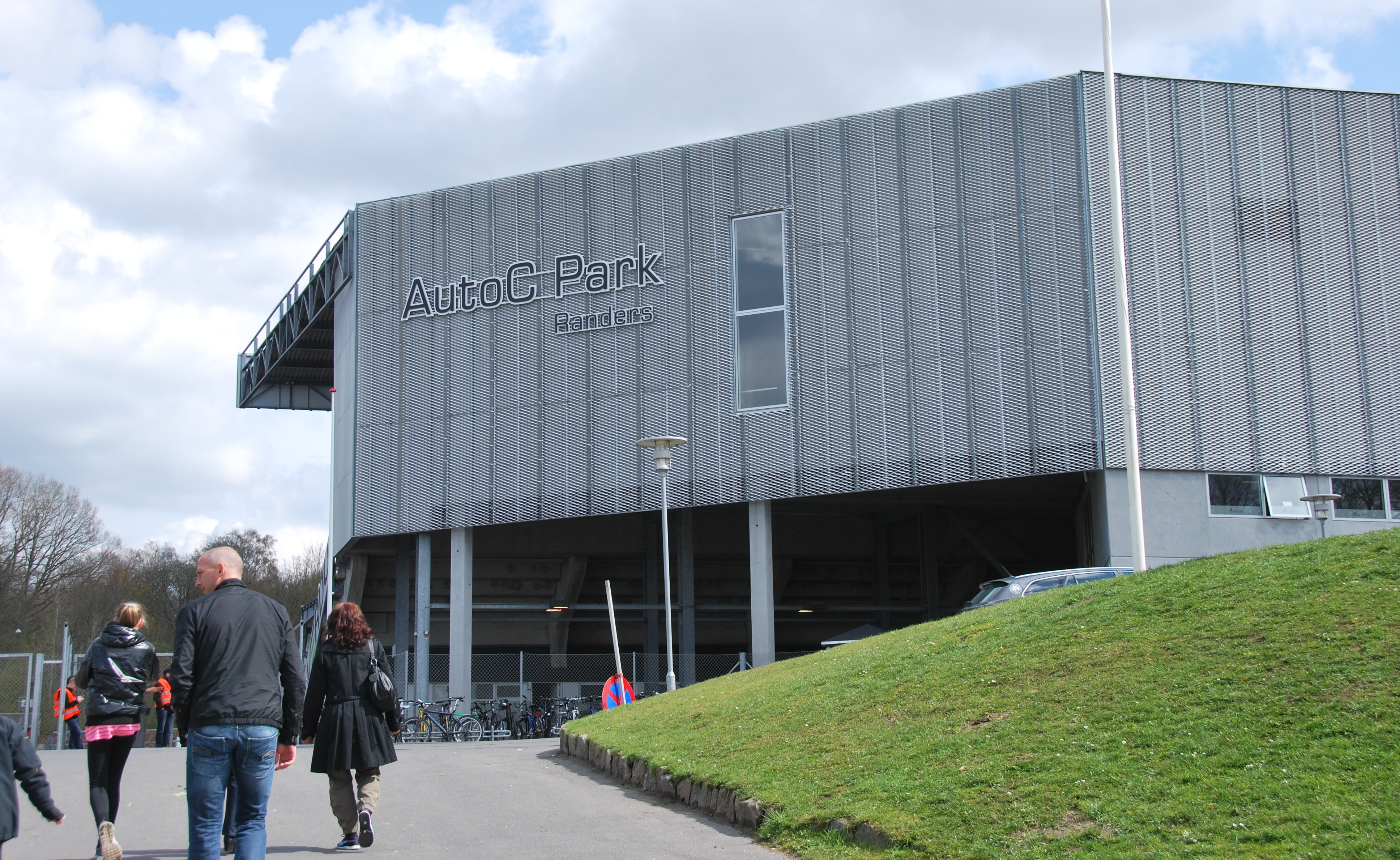
外観
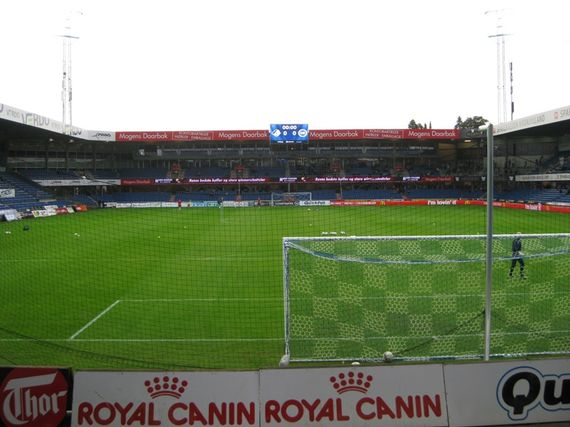
北スタンド1
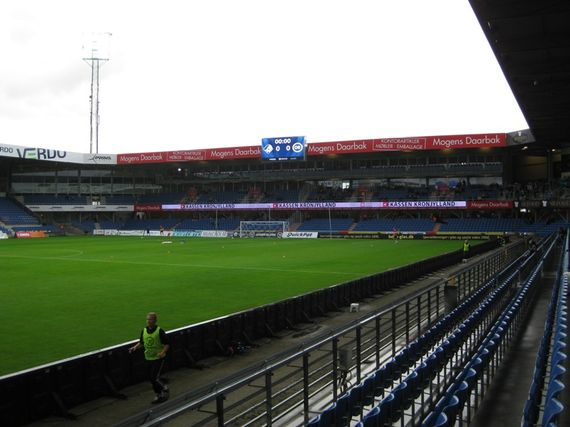
北スタンド2
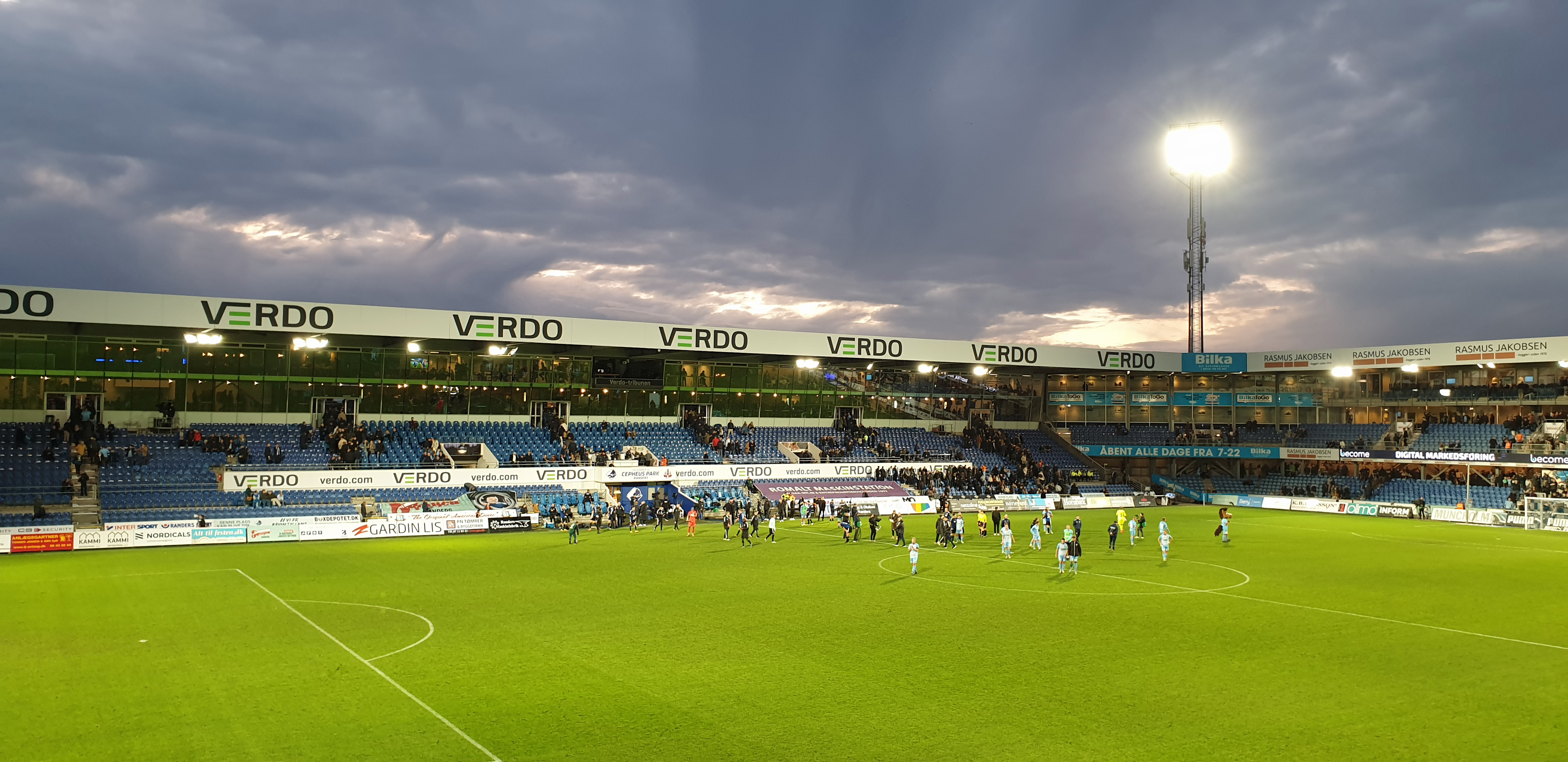
試合前のスタジアム (2022年)